# Trofeo Maurice Podoloff
El Trofeo Maurice Podoloff es un premio anual de la National Basketball Association (NBA) otorgado desde la temporada 2022-23 al equipo con el mejor récord general al final de la temporada regular. El premio lleva el nombre de Maurice Podoloff, quien se desempeñó como primer comisionado (entonces presidente) de la NBA desde 1946 hasta 1963.
Antes de 2021, el Trofeo Podoloff se otorgaba al jugador más valioso de la temporada regular de la NBA. Sin embargo, esto cambió en 2022 cuando la NBA cambió el nombre del trofeo MVP por Michael Jordan, y se presentó un nuevo Trofeo Podoloff para recompensar el desempeño de la temporada regular de un equipo.
Los Milwaukee Bucks ganaron la primera edición del nuevo Trofeo Podoloff el 5 de abril de 2023 luego de su victoria contra los Chicago Bulls.[cita requerida]

## Ganadores
Campeón de la NBA.
      Finalista de la NBA.
      Perdieron antes de las finales de la NBA.

### Mejores equipos de la temporada regular antes de 2022
| Año       | Ganador                    | G-P (PCT)    |
| --------- | -------------------------- | ------------ |
| 1946-47   | Washington Capitols (1)    | 49–11 (.817) |
| 1947-48   | St. Louis Bombers (1)      | 29–19 (.604) |
| 1948-49   | Rochester Royals           | 45–15 (.750) |
| 1949-50   | Syracuse Nationals         | 51–13 (.797) |
| 1950-51   | Minneapolis Lakers         | 44–24 (.647) |
| 1951-52   | Rochester Royals           | 41–25 (.621) |
| 1952-53   | Minneapolis Lakers         | 48–22 (.686) |
| 1953-54   | Minneapolis Lakers         | 46–26 (.639) |
| 1954-55   | Syracuse Nationals         | 43–29 (.597) |
| 1954-55   | Fort Wayne Pistons         | 43–29 (.597) |
| 1955-56   | Philadelphia Warriors      | 45–27 (.625) |
| 1956-57   | Boston Celtics             | 44–28 (.611) |
| 1957-58   | Boston Celtics             | 49–23 (.681) |
| 1958-59   | Boston Celtics             | 52–20 (.722) |
| 1959-60   | Boston Celtics             | 59–16 (.787) |
| 1960-61   | Boston Celtics             | 57–22 (.722) |
| 1961-62   | Boston Celtics             | 60–20 (.750) |
| 1962-63   | Boston Celtics             | 58–22 (.725) |
| 1963-64   | Boston Celtics             | 59–21 (.738) |
| 1964-65   | Boston Celtics             | 62–18 (.775) |
| 1965-66   | Philadelphia 76ers         | 55–25 (.688) |
| 1966-67   | Philadelphia 76ers         | 68–13 (.840) |
| 1967-68   | Philadelphia 76ers         | 62–20 (.756) |
| 1968-69   | Baltimore Bullets          | 57–25 (.695) |
| 1969-70   | New York Knicks (1)        | 60–22 (.732) |
| 1970-71   | Milwaukee Bucks            | 66–16 (.805) |
| 1971-72   | Los Angeles Lakers         | 69–13 (.841) |
| 1972-73   | Boston Celtics             | 68–14 (.829) |
| 1973-74   | Milwaukee Bucks            | 59–23 (.720) |
| 1974-75   | Boston Celtics             | 60–22 (.732) |
| 1975-76   | Golden State Warriors      | 59–23 (.720) |
| 1976-77   | Los Angeles Lakers         | 53–29 (.646) |
| 1977-78   | Portland Trail Blazers     | 58–24 (.707) |
| 1978-79   | Washington Bullets (2)     | 54–28 (.659) |
| 1979-80   | Boston Celtics             | 61–21 (.744) |
| 1980-81   | Boston Celtics             | 62–20 (.756) |
| 1981-82   | Boston Celtics             | 63–19 (.768) |
| 1982-83   | Philadelphia 76ers (6)     | 65–17 (.793) |
| 1983-84   | Boston Celtics             | 62–20 (.756) |
| 1984-85   | Boston Celtics             | 63–19 (.768) |
| 1985-86   | Boston Celtics             | 67–15 (.817) |
| 1986-87   | Los Angeles Lakers         | 65–17 (.793) |
| 1987-88   | Los Angeles Lakers         | 62–20 (.756) |
| 1988-89   | Detroit Pistons            | 63–19 (.768) |
| 1989-90   | Los Angeles Lakers         | 63–19 (.768) |
| 1990-91   | Portland Trail Blazers (2) | 63–19 (.768) |
| 1991-92   | Chicago Bulls              | 67–15 (.817) |
| 1992-93   | Phoenix Suns               | 62–20 (.756) |
| 1993-94   | Seattle Supersonics (1)    | 63–19 (.768) |
| 1994-95   | San Antonio Spurs          | 62–20 (.756) |
| 1995-96   | Chicago Bulls              | 72–10 (.878) |
| 1996-97   | Chicago Bulls              | 69–13 (.841) |
| 1997-98   | Utah Jazz                  | 62–20 (.756) |
| 1998-99   | San Antonio Spurs          | 37–13 (.740) |
| 1999-2000 | Los Angeles Lakers (9)     | 67–15 (.817) |
| 2000-01   | San Antonio Spurs          | 58–24 (.707) |
| 2001-02   | Sacramento Kings (3)       | 61–21 (.744) |
| 2002-03   | San Antonio Spurs          | 60–22 (.732) |
| 2003-04   | Indiana Pacers (1)         | 61–21 (.744) |
| 2004-05   | Phoenix Suns               | 62–20 (.756) |
| 2005-06   | Detroit Pistons (3)        | 64–18 (.780) |
| 2006-07   | Dallas Mavericks (1)       | 67–15 (.817) |
| 2007-08   | Boston Celtics             | 66–16 (.805) |
| 2008-09   | Cleveland Cavaliers        | 66–16 (.805) |
| 2009-10   | Cleveland Cavaliers (2)    | 61–21 (.744) |
| 2010-11   | Chicago Bulls              | 62–20 (.756) |
| 2011-12   | Chicago Bulls (5)          | 50–16 (.758) |
| 2012-13   | Miami Heat (1)             | 66–16 (.805) |
| 2013-14   | San Antonio Spurs (5)      | 62–20 (.756) |
| 2014-15   | Golden State Warriors      | 67–15 (.817) |
| 2015-16   | Golden State Warriors      | 73–9 (.890)  |
| 2016-17   | Golden State Warriors (5)  | 67–15 (.817) |
| 2017-18   | Houston Rockets (1)        | 65–17 (.793) |
| 2018-19   | Milwaukee Bucks            | 60-22 (.732) |
| 2019-20   | Milwaukee Bucks            | 56-17 (.767) |
| 2020-21   | Utah Jazz (2)              | 52-20 (.722) |
| 2021-22   | Phoenix Suns (3)           | 64–18 (.780) |

1. ↑  No hubo desempate, ambos equipos accedieron directamente a la segunda ronda de playoffs

### Ganadores del trofeo Maurice Podoloff
| Año     | Ganador                   | G-P (PCT)    |
| ------- | ------------------------- | ------------ |
| 2022-23 | Milwaukee Bucks (5)       | 58–24 (.707) |
| 2023-24 | Boston Celtics (19)       | 64–18 (.780) |
| 2024-25 | Oklahoma City Thunder (1) | 68–14 (.829) |